# Konrad Martin (Ökologe)
Konrad Martin (* 1959) ist ein deutscher Ökologe und Honorarprofessor an der Universität Hohenheim. Er beschäftigt sich vor allem mit der Agrarökologie.

## Arbeit
Martin forscht zur ländlichen Entwicklung in China (Projekttitel: Ländliche Entwicklung durch Landnutzungs-Diversifizierung: akteursbasierte Strategien und integrative Technologien für Agrarlandschaften im südwestchinesischen Bergland (LILAC)
Living Landscapes China).

## Publikationen
- Konrad Martin, Joachim Sauerborn: Agrarökologie. Ulmer Verlag., Stuttgart 2006, ISBN 3-8252-2793-6.
- Konrad Martin et al. : Ökologie der Biozönosen. Springer.